# Senatus consultum ultimum

Le senatus consultum ultimum (« décret ultime du Sénat »), plus exactement senatus consultum de re publica defendenda (« décret du Sénat pour la défense de la République »), est un terme moderne basé sur la formulation utilisée par Jules César : 

« Decurritur ad illud extremum atque ultimum senatus consultum, quo nisi paene in ipso urbis incendio atque in desperatione omnium salutis sceleratorum audacia numquam ante descensum est: dent operam consules, praetores, tribuni plebis, quique pro consulibus sint ad urbem, ne quid res publica detrimenti capiat. »

— Gaius Julius Caesar, Commentarii de bello civili, Liber I, V

« Enfin on a recours à ce sénatus-consulte, qui, par son importance, venait le dernier de tous, alors que Rome était, pour ainsi dire, menacée d'incendie, et que chacun désespérait de son salut : "Que les consuls, les préteurs, les tribuns du peuple, et les consulaires qui sont près de Rome, veillent à ce que la république ne reçoive aucun dommage." »

— Jules César, Commentaires sur la Guerre civile, Livre I, 5 (trad. Nisard, Paris, 1865)
La forme est usuellement consules darent operam ne quid detrimenti res publica caperet ou videant consules ne quid detrimenti res publica capiat ou caveant consules ne quid detrimenti res publica capiat (« que les consuls veillent à ce que la République ne subisse aucun dommage. »).

## Historique
Dès 464 av. J.-C., on trouve une décision du Sénat similaire à un senatus consultum ultimum : le consul Furius fait la guerre contre les Èques, et battu, il se retrouve enfermé dans son camp, en infériorité numérique contre ces ennemis qui ont été renforcés par leurs alliés volsques. À Rome, c'est l'effroi : la patrie romaine est proclamée en danger et le Sénat donne à Postumius les pleins pouvoirs de prendre toute mesure pour sauver l'État. Cette préfiguration apparente du senatus consultum ultimum n'est peut-être cependant qu'une projection anachronique de Tite-Live.
Après 202 av. J.-C., date de la nomination du dernier dictateur conventionnel, le senatus consultum ultimum remplace finalement et efficacement la dictature tombée en désuétude, en donnant aux magistrats, surtout les consuls, des pouvoirs semi-dictatoriaux pour préserver l’État quand les circonstances exigent des mesures extraordinaires. Il suspend le gouvernement civil et instaure la loi martiale (ou quelque chose d’analogue).
Plusieurs raisons poussent le Sénat à user du senatus consultum ultimum plutôt que de nommer un dictateur lors des cas d’extrême urgence. Pendant le IIIe siècle av. J.-C., une série de lois sont ratifiées, permettant un contrôle du pouvoir dictatorial. De plus, en 217 av. J.-C., une loi est promulguée qui donne aux assemblées populaires le droit de nommer les dictateurs, éliminant alors le monopole de l’aristocratie sur ce pouvoir.
Il est décrété par le Sénat de la République en quelques occasions, dont notamment :
- en 121 av. J.-C., pour la première fois, donnant au consul Lucius Opimius les pleins pouvoirs pour mettre fin à la sédition de Caius Sempronius Gracchus[4],[5],[6],[7],[1] ;
- en 100 av. J.-C., obligeant le consul Caius Marius à éliminer ses anciens partisans Lucius Appuleius Saturninus et Caius Servilius Glaucia[1] ;
- en 77 av. J.-C., déclarant Marcus Aemilius Lepidus « ennemi public » alors qu'il marche sur Rome avec une armée et permettant à Pompée de le vaincre[8] ;
- en 63 av. J.-C., le 22 octobre, donnant à Cicéron les pleins pouvoirs lors de la conjuration de Catilina[4],[9],[10],[11] ;
- en 49 av. J.-C., le 7 janvier, donnant les pouvoirs dictatoriaux à Pompée pour enrayer la menace que ferait peser Jules César sur la République, ce dernier répliquant en traversant le Rubicon[1],[12],[13].

Après l'essor du principat et de l'Empire romain, il est peu nécessaire au Sénat de le décréter à nouveau.

## Controverse sur sa légalité
Ce décret pose néanmoins des problèmes de légalité et de compatibilité avec les Institutions de la République romaine. Il n'énumère pas les pouvoirs réels donnés aux consuls en cette occasion, et notamment s'il peut permettre d'outrepasser les protections et la liberté des citoyens romains.
Caius Sempronius Gracchus déclare le senatus consultum ultimum  inconstitutionnel. Mais, non réélu au tribunat de la plèbe en 121 av. J.-C., ses lois étant annulées, il tente alors de faire sécession avec ses partisans comme la plèbe jadis avait fait sécession contre les patriciens au Mont Sacré. Le Sénat réplique en promulguant un senatus consultum ultimum qui autorise l'élimination de Caius par n'importe quel moyen. Il est tué par son esclave à la demande du Sénat, lors d'un affrontement sur l'Aventin avec 3000 partisans contre le consul Lucius Opimius.
En 63 av. J.-C., Cicéron use du senatus consultum ultimum comme moyen pour procéder à des exécutions extra-judiciaires d'hommes accusés de complicité dans la conjuration de Catilina, dont l’ancien consul Publius Cornelius Lentulus Sura. Il soutient alors, comme Caton, qu'étant donné le danger extraordinaire de la crise, le décret lui donne ce pouvoir exceptionnel en cette occasion. Jules César et quelques autres s'opposent en soulignant que le senatus consultum ultimum ne peut lui permettre de passer outre aux lois fondamentales de l’État romain, mais seulement de faire tout leur possible dans le cadre de la République pour résoudre la crise. En 58 av. J.-C., alors que les exécutions sommaires de Cicéron avaient été approuvées par le Sénat durant la crise, son ennemi politique Publius Clodius Pulcher le condamne à l'exil, celui-ci durant environ un an. Le consul de l'année 57, Lentulus Sphinter, aide à son retour. La réussite de Clodius d'exiler Cicéron par hostilité, et non par souci constitutionnel, ne règle pas la question de la légalité du senatus consultum ultimum

## Sources